# ترخس ودود
ترخس ودود (الاسم العلمي:Trechus amicorum) هو نوع من الحشرات يتبع جنس الترخس من فصيلة الخنافس الأرضية.